# ليو فيتز
ليوبولد جيمس فيتز هي شخصية خيالية من عالم مارفل السينمائي وقصص مارفل المصورة. ظهرت الشخصية التي ابتكرها جوس وجيد ويدن وموريسا تانشارون لأول مرة في الحلقة التجريبية من عملاء شيلد سنة 2013، ثم جسدها إيان دي كايستكر.
في هذه السلسلة، يُعد فيتز أحد أفضل العقول العلمية في شيلد. وقد طور العديد من الأجهزة والأدوات الأساسية فيها، بوصفه مهندسًا ومخترعًا بارعًا ذا معرفة علمية واسعة. تتضمن العديد من قصصه علاقته بصديقته المفضلة وعشيقته لاحقًا، جيما سيمونز. على مدار المسلسل، يعاني فيتز صدمات متعددة تجعله يدرك الجانب الأكثر قتامة وقسوة في شخصيته، وهي الشخصية المعروفة باسم الدكتور.

## سيرة الشخصية الخيالية
في الموسم الأول، أحضر ليو فيتز إلى شيلد فريقُ العميل فيل كولسون بوصفه متخصصًا في الهندسة وتكنولوجيا الأسلحة الذي لديه علاقة وثيقة مع زميلته العميلة جيما سيمونز، التي التقى بها في أكاديمية شيلد وكان كلاهما أصغر خريجي قسم العلوم والتكنولوجيا. قرب نهاية الموسم، يحجز فيتز وسيمونز نفسيهما داخل وحدة طبية للنجاة من العميل المحتال غرانت وارد، الذي يقذف الوحدة إلى المحيط. يعترف فيتز بمشاعره تجاه سيمونز في أثناء الحصار، قبل أن يضحي بنفسه لإنقاذها. ينقذهم نيك فيوري، لكن فيتز يعاني تلفًا في الفص الصدغي نتيجة نقص الأوكسجين وينتهي به الأمر في غيبوبة.
في الموسم الثاني، عانى فيتز في البداية مع التكنولوجيا والتكلم نتيجةً لفعلة وارد، لكن بمرور الوقت يصبح عضوًا أساسيًا في الفريق مرةً أخرى. قرب نهاية الموسم، في حين يرتب فيتز موعدًا مع سيمونز، يتحرر سلاح سري يُسمى مونوليث بحوزة شيلد من القيود ويمتص سيمونز إلى داخله.
في الموسم الثالث، يحصل فيتز على لفافة عبرية قديمة تصف سلاح المونوليث الذي امتص سيمونز بـ «الموت» (بالعبرية: מות)، ما لا يستطيع فيتز تقبله. ما لا يعلمه فيتز أن سيمونز على قيد الحياة على كوكب غريب مقفر. يدرك فيتز أن مونوليث بوابة، وبمساعدة إليوت راندولف الفضائي، وعميل شيلد ديزي جونسون، يستطيع دخول البوابة. وجد سيمونز واستطاع إنقاذها ودمرت قوة ديزي المونوليث. أخبرت سيمونز فيتز لاحقًا عن الأشهر الستة حين تقطعت بها السبل في الصحراء. يستأنف فيتز وسيمونز علاقتهما.
في الموسم الرابع، اكتشف فيتز أن حليف شيلد هولدن رادكليف أنشأ الروبوت إيدا، ويوافق على مساعدته على إتقانها، مع إبقاء الأمر سرًا من سيمونز. عندما يُغمر وعي فيتز في إطار الواقع الافتراضي الذي أنشأه رادكليف، يتولى «الدكتور» عديم الرحمة القيادة، وتنشأ علاقة مع إيدا التي تدعى أوفيليا/السیدة هيدرا بعد أن ابتكر لها آلة لتصبح شخصًا حقيقيًا، أُجبر فيتز على الخروج من إطار الواقع الافتراضي، وأصيب بصدمة من سلوكه هناك. لكن عندما تكتشف إيدا أن فيتز لا يبادلها الحب، تخطط للانتقام منه. تنجح شيلد في النهاية في هزيمتها. بعد فترة وجيزة، تقتاد جميع أفراد الفريق عدا فيتز مجموعةٌ مجهولة.
في الموسم الخامس، يُنقل الفريق -عدا فيتز- إلى محطة فضائية في المستقبل. يُصطحب فيتز إلى الحجز العسكري، لكنه يهرب بعد ستة أشهر بمساعدة لانس هانتر. يساعده إينوك، وهو كرونيكوم -مخلوق فضائي- على الهروب إلى ملجأ سري حيث يكتشف فيتز أنه تُرك حتى يتمكن من إنقاذ الفريق. على متن سفينة إينوك، دخل فيتز حالة سبات حتى أيقظه إينوك بعد 74 عامًا عندما وصلوا إلى وجهتهم. بعد عودة فيتز والفريق إلى الحاضر، تزوج فيتز وسيمونز في حفل نظمته شيلد، يعاني فيتز اضطرابًا نفسيًا بسبب العديد من العوامل المسببة للضغط، ما يمكّن شخصية «الدكتور» من الظهور مؤقتًا. خلال المعركة النهائية ضد جلين تالبوت المعزز بالجرافيتونيوم، يُدفن فيتز تحت الأنقاض ويُعثر عليه لاحقًا مصابًا بجروح مُميتة، ويخرجه زملاؤه ويُتوفى متأثرًا بجراحه. تقرر سيمونز العثور على النسخة الحالية من فيتز، الذي لا يزال في حالة سبات على متن سفينة إينوك.
في الموسم السادس، في حين يقود ديزي وسيمونز عملية البحث عن فيتز، أطلق إينوك فيتز قبل الأوان عند تعرضهم للهجوم. يجتمع فيتز وسيمونز عندما يصلون إلى كوكب كيتسون حتى يهرب القاتل مالاكي مع فيتز. تسلم سيمونز نفسها إلى أتارا، رئيس إينوك السابق من أجل سلامة فيتز، حتى يتمكن الاثنان من التوصل إلى طريقة للسفر عبر الزمن ليستخدمها الكرونيكوم. يحبس أتارا فيتز وسيمونز داخل عقولهم، ما يجبرهم على العمل معًا في اكتشاف منطق السفر عبر الزمن. يُنقذ الثنائي في نهاية المطاف إينوك، الذي تمكن من التغلب على أتارا وقواتها. ثم انتقل الثلاثي بعيدًا، ولكن انتهى بهم الأمر مرةً أخرى في كيتسون، حيث يُنقذ فيتز وسيمونز من الإعدام على يد مرتزقة إيزل، التي تساعدهم على العودة إلى الأرض بعد أن يودعهم إينوك. تعتقد إيزل أن فيتز وسيمونز يتآمران ضدها، فتأمر طاقم سفينتها بالقضاء عليهم. ينقذ الاثنين فريقٌ بقيادة ماك ويعودان إلى الأرض. في حين توقف شيلد إيزل، تعرض فيتز وسيمونز لكمين من صيادي الكرونيكوم، لكن ينقذهم إينوك ويساعدهم على السفر عبر الزمن وإنشاء كولسون -المحاكي الحي- لمساعدتهم على محاربة الصيادين.
في الموسم السابع، يتخلف فيتز عن الفريق عندما ينتقلون إلى الماضي لمنع الكرونيكوم من غزو الأرض. خلال رحلة الفريق، يُفقَد فيتز لكنه يساعد الفريق في مهمته ويخطط بعناية للخطة المثالية لنجاة الفريق والجنس البشري بأكمله. في النهاية، ينتقل فيتز أخيرًا من الجدول الزمني الرئيسي إلى الجدول الزمني المتفرع بعد أن جمعت سيمونز الجهاز. يبتكر فيتز خطةً أخرى لإعادة صديقه والأعداء الكرونيكوم إلى الجدول الزمني الأصلي، الأمر الذي تحقق بنجاح. نجح الفريق في إحباط مخطط غزو الكرونيكوم. يجتمع شمل فيتز وسيمونز مع ابنتهما إليا، وبعد عام، يقرران التقاعد من شيلد لتربيتها.